# Gudrun Okras
Gudrun Okras (Berlijn, 8 december 1929 - aldaar, 23 juli 2009) was een Duits toneel- en filmactrice. Okras debuteerde als actrice begin jaren 50 aan de "Berliner Vagantenbühne" en speelde vanaf het midden van de jaren 1980 voor tv, terwijl zij ook in films bleef meespelen. Ze was te zien in meer dan 50 film- en tv-producties. Bij het grote publiek werd zij bekend door haar gastrollen in Der Alte, Ein Fall für Zwei en Adelheid und ihre Mörder (met Evelyn Hamann). In 2000 kreeg Okras voor Jetzt oder Nie – Zeit ist Geld, met haar collega's Christel Peters en Elisabeth Scherer, de Ernst Lubitsch-Prijs. Internationaal werd zij bekend door haar rol in de voor een Oscar genomineerde Nederlandse film De tweeling. 
Ze overleed in 2009 op 79-jarige leeftijd na een lang ziekbed.
Haar zoon Dieter Okras (1948-2014) was ook acteur.

## Filmografie
- 1969: Hans Beimler, Kamerad
- 1979: Emilia Galotti (Gotthold Ephraim Lessing; Staatsschauspiel Dresden)
- 1979: Elektra (Sophokles; Staatsschauspiel Dresden)
- 1982: Geschichten übern Gartenzaun (Fernsehserie)
- 1984: Wo andere schweigen
- 1984: Don Karlos, Infant von Spanien (Schiller; Staatsschauspiel Dresden)
- 1986: So viele Träume
- 1987: Vernehmung der Zeugen
- 1988: Barfuß ins Bett (televisieserie)
- 1988: Der Eisenhans
- 1989: Coming Out
- 1990: Rückwärtslaufen kann ich auch
- 1991: Das Licht der Liebe
- 1991: Taxi nach Rathenow
- 1992: Der Alte aflevering 177: Ein schlimmes Ende
- 1993: Zwei wie Paul und Caroline (televisie-meerdeler)
- 1995: Rosamunde Pilcher: Wechselspiel der Liebe
- 1995: Ach du Fröhliche
- 1996: Amerika (televisiefilm)
- 1996: Rosa Roth – Montag, 26. November
- 1996: Mensch, Pia!
- 1997: Polizeiruf 110 – Heißkalte Liebe
- 1997: Dr. Sommerfeld – Neues vom Bülowbogen (televisieserie)
- 1998: Bis zum Horizont und weiter
- 1998: Letzte Chance für Harry
- 1998: Ein rettender Engel (televisiefilm)
- 1999: Pünktchen und Anton (vrij naar Erich Kästner)
- 1999: Dr. Stefan Frank – Der Arzt, dem die Frauen vertrauen – Bis ans Ende der Nacht
- 2000: Adelheid und ihre Mörder – Tod in h-Moll
- 2000: Die Sonnenlanze
- 2000: Jetzt oder nie – Zeit ist Geld
- 2002: Vollweib sucht Halbtagsmann
- 2002: Polizeiruf 110 – Angst um Tessa Bülow
- 2002: Die Zwillinge
- 2002: Einspruch für die Liebe
- 2003: In aller Freundschaft
- 2004: Das Konto
- 2004: Einmal Bulle, immer Bulle (televisieserie, aflevering Rette sich, wer kann)
- 2006: Polizeiruf 110 – Die Lettin und ihr Lover
- 2006: Pik & Amadeus – Freunde wider Willen
- 2006: Willkommen in Lüsgraf (televisiefilm)

- Biblioteca Nacional de España: XX4616330
- Bibliothèque nationale de France: cb16957526b (data)
- Gemeinsame Normdatei: 138802491
- International Standard Name Identifier: 0000 0001 1776 6123
- MusicBrainz: 5eb88cb7-6082-4033-b992-27d24c826457
- Nederlandse Thesaurus van Auteursnamen: 397598742
- Virtual International Authority File: 95427153
- WorldCat: E39PBJgHbbt9GBckh48K8ykFKd